# Ancylobothrys scandens
Espèce
Synonymes
- Ancylobothrys brevituba Pichon[1]
- Ancylobothrys mammosa Pierre[1]
- Ancylobotrys mammosa var. crassifolia (K. Schum.) Pierre[1]
- Landolphia crassifolia K.Schum.[1]
- Landolphia echinata A.Chev.[1]
- Landolphia petersiana var. crassifolia K.Schum.[1]
- Landolphia scandens (Schumach.) Didr.[1]
- Landolphia welwitschii Dyer ex De Wild. & T. Durand[1]
- Pacouria crassifolia (K.Schum.) Hiern[1]
- Pacouria echinata (A.Chev.) Pichon[1]
- Pacouria scandens (Schumach. & Thonn.) Pichon[1]
- Strychnos scandens Schumach. & Thonn.[1]

Ancylobothrys scandens est une espèce de plantes à fleurs de la famille des Apocynaceae et du genre Ancylobothrys, présente dans de nombreux pays d'Afrique tropicale.

## Description
C'est une plante grimpante vivace dont les tiges peuvent atteindre 12 m de hauteur ou davantage.

## Distribution
Présente en Afrique tropicale, elle a été observée du Liberia au Cameroun et à la république centrafricaine, également plus au sud, en Angola, en république démocratique du Congo et au Burundi. 

## Utilisation
Le fruit, jaune, orange ou rouge, a un goût évoquant l'abricot. Il se mange cru.